# Asarum geophilum
Asarum geophilum är en piprankeväxtart som beskrevs av William Botting Hemsley. Asarum geophilum ingår i släktet hasselörter, och familjen piprankeväxter. Inga underarter finns listade i Catalogue of Life.